# Verson
Verson település Franciaországban, Calvados megyében. Lakosainak száma 3927 fő (2022. január 1.). Verson Bretteville-sur-Odon, Carpiquet, Éterville, Fontaine-Étoupefour, Mouen, Saint-Manvieu-Norrey, Baron-sur-Odon és Thue et Mue községekkel határos.

## Népesség
A település népessége az elmúlt években az alábbi módon változott:
| Lakosok száma | 1380 | 2215 | 3153 | 3643 | 3496 | 3498 | 3616 | 3636 | 3657 | 3927 |
|               | 1968 | 1982 | 1990 | 2006 | 2013 | 2015 | 2017 | 2019 | 2020 | 2022 |